# Hagbart Haakonsen
Hagbart Haakonsen, né le 15 novembre 1895 à Grue et mort le 20 janvier 1984 à Oslo, est un fondeur et coureur du combiné nordique norvégien.

## Biographie
Il représente le club IL i BUL à Oslo et fait ses débuts internationaux au Festival de ski de Holmenkollen en 1922, où termine troisième du cinquante kilomètres en ski de fond. Il obtient le même résultat en 1928.
Dans la compétition de combiné nordique à Holmenkollen, il se classe deuxième en 1926 et 1927 et reçoit alors la Médaille Holmenkollen en 1927.
Aux Jeux olympiques d'hiver de 1928 à Saint-Moritz, pour sa seule participation olympique, il se classe cinquième du dix-huit kilomètres. Aux Championnats du monde 1929, il est cinquième du dix-sept kilomètres et 17e du cinquante kilomètres. Lors des Championnats du monde 1930, sa dernière compétition majeure, il est vingtième sur dix-sept kilomètres. Toujours placé, jamais gagnant, il compte plusieurs podiums aux Championnats de Norvège également.
Il développe ensuite un nouveau style de fart et travaille dans la fabrication de skis.